# Sonoma (miasto)
Sonoma – miasto w Kalifornii, w hrabstwie Sonoma, w Stanach Zjednoczonych. Według spisu ludności z 2010 roku zamieszkana przez 10 648 osób, ważny ośrodek kalifornijskiego przemysłu winiarskiego. W Sonomie odbywa się Sonoma Valley Film Festival. Przez kilkanaście dni 1846 roku była stolicą Republiki Kalifornii.

## Demografia
2,1% mieszkańców deklaruje pochodzenia polskie.